# Мара Цончева
Мара Цончева (1906 – 1989) е българска художничка, педагог, живописец и изкуствовед. Професор е по история на изкуството и дълго време преподава в Държавното висше театрално училище в София и във Висшия институт за изобразителни изкуства „Николай Павлович“. Пише трудове върху възрожденската живопис.

## Биография
Мара Цончева е родена през 1906 в София. Учи живопис в Художествената академия в София при Никола Маринов.
От 1943 г. е учителка по рисуване в Бургас, Карнобат, Пловдив и София.
От 1948 г. е преподавател по история на изкуството и завеждащ катедра (1953) в Държавното висше театрално училище в София (днес Национална академия за театрално и филмово изкуство „Кръстьо Сарафов“).
От 1959 г. е преподавател по история на изкуството във Висшия институт за изобразителни изкуства „Николай Павлович“. Пише по проблемите на изкуството, изследва изкуството на Българското възраждане, монографии за Ярослав Вешин, Никола Маринов, Александър Жендов и др. Приживе прави голямо дарение на Националната художествена галерия (дн. Национален музей на българското изобразително изкуство). Носител на орден „Народна република България“ I степен (август 1980).
Нейни произведения има в СГХГ, галериите в Бургас и в Сливен, в частни сбирки в цялата страна. Удостоена е със званието Народен деятел на изкуството и културата (24 май 1981).

## Творчество
Рисува портрети, натюрморти, пейзажи и композиции. За живописта ѝ е характерна опростеност на формата и приглушеност на колорита.
Картините на Мара Цончева рядко се предлагат на пазара.